# Хуанфу Мі
Хуанфу Мі (кит. трад.: 皇甫謐; піньїнь: Huángfǔ Mì, 215 — 282) — китайський прозаїк, поет, вчений часів династій Вей та Цзінь.

## Життєпис
Народився у 215 року в м. Чаона області Аньдін (північний захід сучасасного повіту Пінлян або Лінтай провінції Ганьсу або південний схід повіту Гуюань Нінся-Хуейського автономного району). Походив зі знатної родини. Його прадід Хуанфу Сун був начальником військового відомства в епоху Хань, придушував повстання Жовтих пов'язок. Хуанфу Мі рано осиротів і провів бідне дитинство в родині молодшого брата батька в Сіньане (сучасний повіт Шенчі провінції Хенань). В юності вів безладний спосіб життя, можливо, страждав психічним захворюванням і не виявляв завзяття до навчання. У 235 році вирішив змінити життя, почавши завзято студіювати класику. Незабаром придбав славу знавця канонів і успішного літератора, прийняв прізвисько Сюань-янь. У результаті «книгоманії» отримав чи то ревматичний артрит з несгинанням кінцівок, чи то інсульт, що спричинив за собою параліч половини тіла, що змусило його заглибитися в медичну літературу і зайнятися самолікуванням. Активно вживав неорганічні зілля як макробіотичні засоби і афродизіаки, через що мало не помер. Одужавши, написав про їх шкідливість. Наприкінці життя створив працю про акупунктуру і моксоприпікання[що це?]. Помер у 282 році.

## Наукова діяльність
Був автором «Ді ван ши цзи» («Століття імператорів і царів»), «Сюань-янь чуньцю» («Весни і осені Сюань-Яня»), «Ленюй чжуань» («Перекази про видатних жінок»), «І шичжуань» («Перекази про пустельників»), «Гао ши чжуань» («Перекази про високих мужів»), з яких збереглася лише остання книга.
Він є автором найпершого медичного канону з акупунктури і моксоприпікання «Чжень цзю цзя і цзин» («Канон основ голковколювання і моксоприпікання»), який складався з 12 сувоїв-цзюанів та 128 глав. В його основу лягли три джерела — перша частина «Хуан-ді нейцзин» «Сувень» («Питання про найпростіше»), «Чжень цзин» («Канон голковколювання») і "Мін тан кун сюе чжень цзю чжи яо "(«Головне в лікуванні голковколюванням і моксапріжіганіем з особливих точках і схемою пресвітлого престолу»), тому спочатку він називався. Трактат складається з двох розділів по шість цзюаней. У початковому (цзюані 1—6) вперше застосовано термін чжень-цзю та дана велика систематика точок, каналів і судин. Докладно описані 12 парних каналів, «потрійний обігрівач» (сань цзяо) і «чотири океану» (си хай): пупкова область, шлунок, серце, мозок. Наведено назви 664 точок і зазначені способи акупунктурного впливу на 349 з них. Описано різні типи голок для акупунктури і зазначено, що воно дозволяє прочистити канали для вільного струму пневми. Дано основи пульсової діагностики. Кінцевий розділ (цзюані 7—12) присвячено клінічній практиці, різним видам патології, хвороб, що викликаються «вітрами» (фен) та «пустотами», а також хірургії, гінекології та педіатрії. В епоху Тан конфуціанці зробили «Чжень цзю цзя і цзин» офіційним медичним підручником. Потім він став найпопулярнішим медичним трактатом в Японії. Ця праця досі продовжує залишатися необхідним компонентом навчання голкотерапії у всьому світі.

## Літературна діяльність
Склав безліч віршів, од, гімнів і есе («суджень»—лунь). У поетичній формі відмовився від пропозиції цзіньського імператора У-ді стати вихователем спадкоємця престолу і був обдарований возом книг.